# Giulio Gianini
Giulio Gianini (Roma, 9 febbraio 1927 – Roma, 16 maggio 2009) è stato un regista, direttore della fotografia e animatore italiano.

## Biografia
Giulio Gianini nacque a Roma in una famiglia borghese. Frequentò l'Accademia di Belle Arti di Roma ottenendo il diploma in scenografia e iniziò a lavorare nel cinema come direttore della fotografia, in special modo in quella a colori applicata ai documentari. Dal 1960 al 1982 è stato sposato con la saggista, scrittrice e pedagogista Elena Gianini Belotti.
Negli anni Cinquanta incontrò lo scenografo e illustratore Emanuele Luzzati, col quale diede vita ad un lungo sodalizio per la produzione di cartoni animati. I due iniziarono a realizzare dei cortometraggi, che facevano grande uso di figure di carta ritagliate e mosse a passo uno su sfondi dipinti da Luzzati, spesso con personaggi ripresi dalla commedia dell'arte, in particolare Pulcinella, e dall'opera dei pupi. Nel 1962 il cortometraggio I paladini di Francia ovvero Il tradimento di Gano di Maganza vinse il Premio Opera Prima al Festival internazionale del film d'animazione di Annecy. Questo exploit fece sì che a Gianini e Luzzati fossero affidate le sequenze animate de L'armata Brancaleone di Mario Monicelli, che aveva in comune col loro cortometraggio il fatto di essere ambientato in un Medioevo fantastico.
Nel 1964 si realizzò il cortometraggio La gazza ladra, con l'accompagnamento musicale dell'ouverture dell'opera omonima di Rossini, che portò nuovi riconoscimenti. Sulla sua falsariga arrivarono poi L'Italiana in Algeri nel 1968 e Pulcinella nel 1973. Per la RAI furono prodotti in semianimazione un mediometraggio su Marco Polo e due cortometraggi su fiabe teatrali di Carlo Gozzi, Turandot e L'Augellin Belverde.
Nel 1978 vide la luce Il flauto magico, mediometraggio in tecnica mista che segue fedelmente la trama dell'omonimo singspiel di Mozart e che rappresenta probabilmente l'opus magnum del sodalizio tra Gianini e Luzzati.
Tra il 1979 e il 1981 Gianini e Luzzati realizzarono, dietro committenza della Televisione Svizzera Italiana, una serie di cortometraggi intitolati Il gioco delle favole, su testi di Tonino Conte, che l'anno successivo furono trasmessi anche in Italia sulla Rete 2.
Nel 1982 Gianini e Luzzati tennero un corso trimestrale al Centro Arti e Mestieri dello Spettacolo di Roma, per formare nuovi animatori; per Gianini l'esperienza ebbe poi un seguito nella docenza presso il Centro Sperimentale di Cinematografia, dove insegnò fino al 1999. Assieme a Luzzati lavorò ad un film d'animazione sulla storia dell'opera buffa italiana, che però non riuscì ad essere compiuto; ciò provoco un certo raffreddamento nel rapporto tra i due. Gianini allora realizzò con la sua ex allieva Antonella Abbatiello una serie di cortometraggi ispirati alle illustrazioni di Leo Lionni, intitolata I cinque Lionni. Tornò ancora a lavorare con Luzzati per filmare le sequenze animate di un documentario su Gerusalemme, commissionato da un museo storico della città santa, e di uno sulla musica classica intitolato La Casa dei Suoni. Lo studio d'animazione venne poi chiuso nel 1995, a causa dell'invecchiamento dei due autori che non erano più in grado di gestire la struttura con le loro sole forze.
Morì a Roma dopo lunga malattia.

## Filmografia da regista

### Mediometraggi
- Il viaggio di Marco Polo (1972) di Giulio Gianini ed Emanuele Luzzati
- Il flauto magico (1978) di Giulio Gianini ed Emanuele Luzzati

### Cortometraggi
- Le Biccherne di Siena (1950) di Michele Gandin
- La tarantella di Pulcinella (1959) di Giulio Questi
- Pulcinella: Il gioco dell'oca (1961) di Giulio Gianini ed Emanuele Luzzati
- La gazza ladra (1964) di Giulio Gianini ed Emanuele Luzzati
- L'Italiana in Algeri (1968) di Giulio Gianini ed Emanuele Luzzati
- Alexander Calder: Work in Progress (1968) di Giulio Gianini
- Alì Babà (1971) di Giulio Gianini ed Emanuele Luzzati
- Pulcinella (1973) di Giulio Gianini ed Emanuele Luzzati
- Turandot (1974) di Giulio Gianini ed Emanuele Luzzati
- L'Augellin Belverde (1975) di Giulio Gianini ed Emanuele Luzzati
- I tre fratelli (1979) di Giulio Gianini ed Emanuele Luzzati
- Serie Il gioco delle favole (1981) di Giulio Gianini ed Emanuele Luzzati:
  - Pulcinella e il pesce magico
  - La Ragazza Cigno
  - La palla d'oro
  - L'Uccello di fuoco
  - La donna serpente
  - C'erano tre fratelli...
- Serie I cinque Lionni di Leo Lionni e Giulio Gianini:
  - Guizzino
  - Federico
  - È mio!
  - Cornelio
  - Un pesce è un pesce
- Tutti meno uno
- Duetto dei gatti (1985) di Giulio Gianini ed Emanuele Luzzati

## Premi
- Nastro d'argento 1951-52 per la fotografia a colori
- Premio Opera Prima al Festival internazionale del film d'animazione di Annecy nel 1962 per I paladini di Francia ovvero Il tradimento di Gano di Maganza
- Grand Prix del Melbourne International Film Festival nel 1965 per La gazza ladra
- Nastro d'argento 1973 per il miglior cortometraggio a Pulcinella
- Premio Referendum della critica al Salone Internazionale dei Comics nel 1973 per Pulcinella
- Premio Referendum della critica al Salone Internazionale dei Comics nel 1978 per Il flauto magico